# 高腹菌
高腹菌（学名：Gautieria morchelliformis）是属于钉菇目钉菇科高腹菌属的一种担子菌。该种分布于中国、澳大利亚、新西兰、非洲、欧洲、北美洲、南美洲等地。